# شینیچیرو تانی
شینیچیرو تانی (به انگلیسی: Shinichiro Tani) بازیکن فوتبال اهل ژاپن و عضو تیم ملی فوتبال ژاپن است که در تاریخ ۲۷ ژوئیه ۱۹۹۰ میلادی اولین بازی ملی‌اش را انجام داد. او در ۱ بازی ملی حضور داشت و آخرین بازی ملی خود را در تاریخ ۲۷ ژوئیه ۱۹۹۰ میلادی انجام داد. شینیچیرو تانی در بازی‌های ملی‌اش
گلی به ثمر نرساند.